# Coupe de la fédération turque 1956-1957
Navigation
Édition suivante
La Coupe de la fédération turque 1956-1957 est la première édition de la Coupe de la fédération turque, créée en 1956 par la fédération turque afin que la Turquie soit représentée dans la Coupe des clubs champions européens 1957-1958 ce qui ne sera finalement pas le cas pour le champion de cette saison pour cause d'oubli dans l'envoi du nom du qualifié.
C'est le premier championnat professionnel créé en Turquie.
Le Beşiktaş, club d'Istanbul remporte cette première édition.

## Formule
30 clubs participent à cette coupe. 10 d'Istanbul, 10 d'Izmir, 8 d'Ankara et 2 d'Adana.

Elles sont répartis en 3 groupes de 10 :
- Groupe Istanbul
- Groupe Izmir
- Groupe Ankara (qui contient également les clubs d'Adana)

Les équipes s'affrontent à l'intérieur de chaque groupe sur 1 match.

Les 2 équipes qui restent à la fin de chaque groupe se qualifient pour le tour final qui contient donc 6 équipes.

Les 6 équipes qualifiées disputent un championnat en matchs aller-retour.
Le premier de cette dernière phase est le vainqueur de la coupe.

## 1ertour

### Groupe İstanbul
| Équipe 1     | Score | Équipe 2    |
| İstanbulspor | 4–1   | Emniyet     |
| Beşiktaş     | 2–1   | Beyoğluspor |

### Groupe İzmir
| Équipe 1    | Score | Équipe 2           |
| Altay İzmir | ?–?   | Karşiyaka SK Izmir |
| Ülküspor    | ?–?   | İzmir Demirspor    |

### Groupe Ankara
| Équipe 1       | Score | Équipe 2 |
| Gençlerbirliği | 4–1   | Hilal    |
| Ankaragücü     | 1–0   | Yolspor  |

## 2etour

### Groupe İstanbul
| Équipe 1    | Score | Équipe 2      |
| Beykozspor  | 3–1   | Adalet        |
| Galatasaray | 1–0   | Vefa          |
| Fenerbahçe  | 6–0   | Kasimpaşaspor |
| Beşiktaş    | 1–0   | İstanbulspor  |

### Groupe İzmir
| Équipe 1      | Score | Équipe 2           |
| Göztepe Izmir | 1–11  | Yün Pamuk Mensucat |
| Kültürspor    | 8–0   | Egespor            |
| Altınordu SK  | 2–1   | Izmirspor          |
| Altay İzmir   | 2–0   | Ülküspor           |

1Göztepe Izmir gagne 2-0 lors d'un match d'appui.

### Groupe Ankara
| Équipe 1       | Score | Équipe 2         |
| Hacettepe      | ?–?   | Otoyildırım      |
| Milli Mensucat | 1–0   | Ankara Demirspor |
| Güneşspor      | 1–0   | Adana Demirspor  |
| Gençlerbirliği | 3–02  | Ankaragücü       |

2Le match n'a pas lieu. Gençlerbirliği gagne par défaut.

## 3etour

### Groupe İstanbul
| Équipe 1    | Score | Équipe 2   |
| Galatasaray | 3–2   | Fenerbahçe |
| Beşiktaş    | 3–2   | Beykozspor |

### Groupe İzmir
| Équipe 1    | Score | Équipe 2      |
| Kültürspor  | 1–0   | Altınordu SK  |
| Altay İzmir | 4–1   | Göztepe Izmir |

### Groupe Ankara
| Équipe 1       | Score | Équipe 2  |
| Milli Mensucat | 2–1   | Güneşspor |
| Gençlerbirliği | 3–2   | Hacettepe |

## Tour final

### Résultats
| Résultats (▼dom., ►ext.)                                   | Beş | Gal | Alt | Gen | Kül | Mil |
| Beşiktaş                                                   |     | 2-1 | 3-0 | 2-1 | 3-0 | 4-0 |
| Galatasaray                                                | 1-0 |     | 4-1 | 2-0 | 2-1 | 4-1 |
| Altay İzmir                                                | 1-1 | 2-0 |     | 1-0 | 3-0 | 6-0 |
| Gençlerbirliği                                             | 0-3 | 1-1 | 4-0 |     | 4-0 | 1-0 |
| Kültürspor                                                 | 1-3 | 0-7 | 1-1 | 2-1 |     | 4-1 |
| Milli Mensucat                                             | 1-2 | 0-0 | 1-3 | 1-3 | 0-1 |     |
| - Victoire à domicile - Match nul - Victoire à l'extérieur |     |     |     |     |     |     |

### Classement
| Rang | Equipe         | J  | G | N | P | BP | BC | Diff | Pts |
| ---- | -------------- | -- | - | - | - | -- | -- | ---- | --- |
| 1    | Beşiktaş       | 10 | 8 | 1 | 1 | 23 | 6  | +16  | 17  |
| 2    | Galatasaray    | 10 | 6 | 2 | 2 | 22 | 8  | +14  | 14  |
| 3    | Altay İzmir    | 10 | 5 | 2 | 3 | 18 | 14 | +4   | 12  |
| 4    | Gençlerbirliği | 10 | 4 | 1 | 5 | 15 | 12 | +3   | 9   |
| 5    | Kültürspor     | 10 | 3 | 1 | 6 | 10 | 25 | -15  | 7   |
| 6    | Milli Mensucat | 10 | 0 | 1 | 9 | 5  | 28 | -23  | 1   |

| Vainqueur de la Coupe de la fédération turque 1956-1957 |
| ------------------------------------------------------- |
| Beşiktaş Premier Titre                                  |

## Sources et références

### Sources
- (en) Cet article est partiellement ou en totalité issu de l’article de Wikipédia en anglais intitulé « 1956–57 Federation Cup » (voir la liste des auteurs).